# Melissa Bonny
Melissa Bonny est une chanteuse de heavy metal suisse née le 23 janvier 1993 à Montreux. 
Elle est connue pour être la fondatrice et chanteuse d'Ad Infinitum et ancienne chanteuse d'Evenmore et Rage of Light. Elle a également gagné en popularité en enregistrant de la musique et en tournée avec divers groupes tels que Warkings, Kamelot, Feuerschwanz, Powerwolf, Rock Meets Classic.

## Biographie
Après avoir obtenu son diplôme scolaire, Bonny était active dans un groupe de reprises dans les environs de sa ville natale. Elle part en 2012 pour rejoindre le groupe de folk metal symphonique Evenmore en tant que chanteuse.

### Evenmore (2012 - 2018)
En 2012, elle rejoint le groupe de folk metal symphonique suisse Evenmore en tant que chanteuse. Elle a sorti un EP et un album studio avec eux. 

### Rage of Light (2015 - 2021)
Melissa Bonny a rejoint le projet studio de Jonathan Pellet en tant que chanteur principal. Le projet est devenu un groupe en tournée après avoir signé un accord avec le label autrichien Napalm Records. Melissa Bonny a enregistré un EP et un album studio en tant que chanteurse principale du groupe. En 2021, Bonny et Rage Of Light se sont séparés à l'amiable. Ils ont annoncé que les différents horaires au sein du groupe ne pouvaient pas s'aligner et que la décision avait été prise pour servir au mieux la carrière de chacun.

### Ad Infinitum (2018 - Présent)
En 2018,Melissa Bonny a formé Ad Infinitum et a sorti le premier single du groupe I Am The Storm.  Elle a été rejointe plus tard par le batteur Nicklas Müller, le bassiste Jonas Asplind remplacé plus tard par Korbinian Benedict et le guitariste Adrian Thessevitz. En plus de chanter, elle écrit également des paroles et compose des chansons pour le groupe.
Le 3 avril 2020, Ad Infinitum a sorti son premier album Chapter I – Monarchy. Cet album a été suivi de sa version acoustique Chapter I Revisited sortie la même année. Ils ont également sorti des vidéoclips pour les chansons Marching on Versailles, See You In Hell,  Live Before You Die,  Demons (acoustic) et Marching on Versailles (acoustic).
Le 29 octobre 2021, le groupe sort son deuxième album studio Chapter II – Legacy. 
Le 31 mars 2023, le troisième album studio du groupe Chapter III – Downfall est sorti avec les clips officiels des chansons Upside Down, Somewhere Better, Seth, From the Ashes et Eternal Rain.

### The Dark Side Of The Moon (2021 - Présent)
À la mi-juillet 2021, la création du groupe The Dark Side of the Moon a été annoncée.  Aux côtés de Bonny au chant, le groupe se compose du guitariste Hans Platz, de la harpiste Jenny Diehl (tous deux de Feuerschwanz ) et du batteur Morten Løwe Sørensen d'Amaranthe. Un contrat d'enregistrement a été signé avec le label autrichien Napalm Records.
Leur premier album Metamorphosis est sorti le 12 mai 2023 et présente les musiciens invités Charlotte Wessels, Fabienne Erni (Eluveitie, Illumishade), Rusanda Panfili (Hanz Zimmer) et Tom S. Englund (Evergrey).

### Autres collaborations
En 2023, elle figurait sur la chanson New Babylon de Kamelot de l'album The Awakening ainsi que sur le jeu vidéo Metal : Hellsinger sur le morceau Swallow The Fire. Bonny est également apparu sur l'enregistrement live de la performance Wacken Open Air de Feuerschwanz qui a été publié en bonus pour l'album Fegefeuer du groupe. Elle a également rejoint Kamelot sur scène en 2023 pour leurs tournées sud-américaines, européennes, nord-américaines et japonaises ainsi que leurs festivals et autres spectacles.

## Vie personnelle
Melissa Bonny a passé la majeure partie de sa vie en Suisse. Elle a vécu brièvement dans le comté de Dublin, en Irlande, où elle a étudié l'anglais et a réussi son examen d'anglais avancé de Cambridge, et à Madrid pendant un certain temps, apprenant l'espagnol dans une école de langues. Depuis fin 2020, Bonny vit au Danemark avec son mari Morten Løwe Sørensen, le batteur du groupe Amaranthe.

## Discographie

### Evenmore
- 2014 : The Beginning [EP]
- 2016 : Last Ride

### Rage of Light
- 2016 : Chasing a Reflection [EP]
- 2019 : Imploder

### Ad Infinitum
- 2020 : Chapter I: Monarchy
- 2021 : Chapter II – Legacy
- 2023 : Chapter III: Downfall
- 2024 : Abyss

### The Dark Side of the Moon
- 2021 : Jenny of Oldstones (Game-of-Thrones-Cover) [Single]
- 2022 : May it be ft. Charlotte Wessels (Le Seigneur des anneaux : La Communauté de l'anneau-Cover) [Single]
- 2023 : Metamorphosis

### Apparitions dans d'autres groupes
- 2018 : Warkings – Reborn (chant) [Album]
- 2019 : Skeletoon – Farewell (Avantasia-Cover) (chant)[15]
- 2020 : Warkings – Revenge (chant) [Album]
- 2020 : Feuerschwanz – Ding (Seeed-Cover) (chant) [Single][16]
- 2021 : Feuerschwanz – Warriors of the World United (Manowar-Cover) (chant)
- 2022 : Powerwolf – Blood for Blood (Faoladh) (Powerwolf-Cover) (chant)
- 2023 : Kamelot – New Babylon (chant)
- 2024 : DArtagnan –  Herzblut[17]